# 聶斯特
聶斯特或涅斯托尔（烏克蘭語：Нестор Літописець、1056年—1114年）是基輔羅斯的學者、年代記作者。基輔洞窟修道院的修士。波里安人。雖然有異論，但是，一般認為是東歐最古老的歷史著作『往年紀事』（基輔年代記的部分）的作者。
1073年，作為輔祭，在洞窟修道院修道。著作有《包里斯與格列伯傳》《狄歐多西傳》等。後受正教會封為聖人（紀念日是11月9日、烏克蘭語之日）。墓在基輔洞窟修道院。